# キーストーン種
キーストーン種（キーストーンしゅ、英: Keystone species）または中枢種（ちゅうすうしゅ）とは、生態系において比較的少ない生物量でありながらも、生態系へ大きな影響を与える生物種を指す生態学用語。生態学者のロバート・トリート・ペインによって提唱された概念。生態系へ大きな影響を与える生物種であっても、生物量が多い優占種は、キーストーン種とはみなされない。

## 判定
ある生物種がキーストーン種であるか否かという判断は、「少ない生物量」と「大きな影響」という2つの条件を満たす必要がある。具体的には、生物が生物群集に与える影響である群集重要度 (CI: community importance) と、その生物の生物量が群集全体に占める割合を算出し、先述の2条件を満たすかどうか確認することが提示されている (Power et al. 1996)。
また、群集構造や環境条件が異なると生物と生態系の相互作用も異なるので、生態系ごとにキーストーン種となる生物種は異なる。

## キーストーン捕食者
キーストーン種は捕食行動を通して生態系に影響を与えることが多く、このようなキーストーン種をキーストーン捕食者 (keystone predator) と呼び、その捕食をキーストーン捕食 (keystone predation) と呼ぶ。キーストーン捕食者は、オオカミのように食物連鎖における上位の捕食者であることも多いが、下位の捕食者であることも少なくない。

### キーストーン捕食者の例

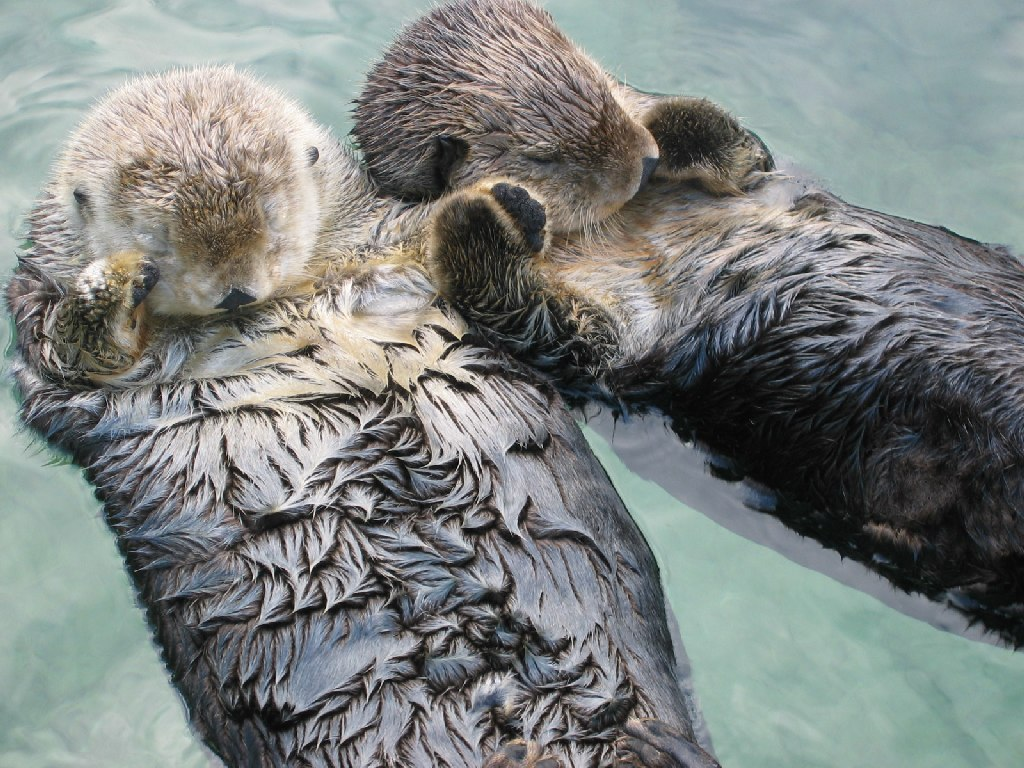
手をつないで眠るラッコ

北太平洋岩礁潮間帯のヒトデ (Paine 1966)
当該地域の岩礁には、複数の生物が生息している。フジツボとカルフォルニアイガイは、共に同じ固着面を奪い合う同じ生態的地位を占める競争状態にあるが、両者の捕食者であるヒトデが共存している場合は、競争排除は起こらなかった。ヒトデを人為的に排除すると、イガイが岩礁の殆どの面を占有し、他の多くの生物が減少した。このことから、この系ではヒトデがキーストーン捕食者であると考えられる。
北太平洋沿岸のラッコ (Estes et al. 1998)
北太平洋沿岸では、1990年代にラッコの減少に伴い、その餌となっていたウニの個体数が増加した。ウニがジャイアントケルプの仮根を食い荒らしたため、ジャイアントケルプの海中林が破壊され、生物群集に影響が出た。ステラー海牛が18世紀に発見された当時にすでに個体数と生息範囲が少なかったのも、世界的なラッコ猟の結果として大量増加してしまったウニによるコンブなどへの被害が関与しているという説もある。

## 捕食者以外のキーストーン種
捕食以外の行動を通して生態系に影響を与えるキーストーン種もある。例えば、ビーバーは営巣によるダム作成を通じて生態系に大きな影響を与えるキーストーン種である。植物の種子を運搬する渡り鳥や陸地に栄養塩をもたらす海鳥などもキーストーン種になりうる。